# Preah Ram II
Preah Ram II (mất năm 1597), còn được gọi là Ram II Cau Ban Sur, là vị vua Campuchia cai trị từ năm 1596 đến 1597. Ông là một vị vua cướp ngôi.
Preah Ram II vốn là con rể của Preah Ram I. Ông nắm quyền lực sau cái chết của người tiền nhiệm. Ông bị ám sát vào tháng 3 (hoặc tháng 4) năm 1597 bởi một phiến quân tên là Kaev Brah Bhloen, người tự xưng là vua ở Phnom Penh.
Biết được tin tức về cái chết của Preah Ram II, người Tây Ban Nha đã tấn công Campuchia và trao vương miện cho Barom Reachea II làm vua vào tháng 5 năm 1597.